# Grigorij L'vovič Rošal'
Grigorij L'vovič Rošal' (in russo Григорий Львович Рошаль?; Novozybkov, 21 ottobre 1899 – Mosca, 11 gennaio 1983) è stato un regista sovietico.

## Biografia
Dopo una breve attività teatrale sulla scia delle esperienze di Vsevolod Ėmil'evič Mejerchol'd, esordì nella regia cinematografica con Gospoda Skotininy (I signori Skotinin, del 1927) rielaborazione di una commedia del Settecento secondo i canoni dell'avanguardia.
Il talento di Rošal' si esplicò soprattutto nell'adattamento cinematografico di opere letterarie come Peterburgskaja noč' (in italiano La tragedia di Jegor, del 1933, tratto dai due romanzi di Dostoevskij Le notti bianche e Netočka Nesvanova), e i tre film del 1958-1959 tratti dalla trilogia di Aleksej Nikolaevič Tolstoj Choždenie po mukam (La via dei tormenti).
Notevoli sono anche i suoi film biografici tra i quali va ricordato Akademik Ivan Pavlov (L'accademico Ivan Pavlov, del 1949).

## Filmografia parziale
- Evo prevoschoditel'stvo (1927)
- Salamandra (1928)
- La famiglia Oppenheim (1936)
- Zori Pariža (1936)
- Akademik Ivan Pavlov (1949)
- Musorgskij (1950)
- Rimskij-Korsakov (1953)
- Vol'nica (1956)
- Sud sumasšedšich (1961)
- God kak žizn' (1966)
- Oni živut rjadom (1967)